# Fulko V
Fulko V Młody (ur. 1092, zm. 10 listopada 1143 w Akce) – hrabia Maine i Andegawenii (1109-1131), król Jerozolimy (1131-1143), syn hrabiego Andegawenii Fulka IV i Bertrady, córki Szymona I, pana de Montfort.

## Hrabia Andegawenii
Był jedynym synem Fulka z jego czwartego małżeństwa. Miał starszego brata przyrodniego, Godfryda, współwładcę Andegawenii w latach 1098–1106, który zginął podczas buntu przeciwko ojcu. Wkrótce po narodzinach syna Bertrada porzuciła męża i związała się z królem Francji Filipem I. Fulko IV zmarł w 1109 r. i Fulko V został hrabią Andegawenii. Rok później, dzięki małżeństwu z Ermengardą, został hrabią Maine.
Był przeciwnikiem króla Anglii Henryka I i sojusznikiem króla Francji Ludwika VI. W 1112 r. sprzymierzył się z Ludwikiem i hrabią Flandrii Baldwinem VII w celu przywrócenia tronu Anglii i Normandii pretendentowi Wilhelmowi Clito. Siedem lat wojny nie przyniosło jednak sukcesów i w 1120 r. Fulko zawarł pokój z Henrykiem, wydając swoją córkę za jego jedynego syna, Wilhelma Adelina. Ten jednak zginął w katastrofie morskiej w 1122 r. i Fulko ponownie poparł sprawę Wilhelma Clito, którego ożenił ze swoją drugą córką.
Henryk I przekonał jednak papieża Honoriusza II, aby unieważnił to małżeństwo. Atak Fulka na Normandię został odparty i hrabia ponownie zawarł pokój z Henrykiem. W kolejnych latach nastąpiło zbliżenie anglo-andegaweńskie, które zostało przypieczętowane w 1127 r. małżeństwem najstarszego syna Fulka, Godfryda, z córką i dziedziczką Henryka, Matyldą. Małżeństwo to dało hrabiom Andegawenii prawa do tronu Anglii.
Fulko był zawołanym rycerzem. Był również bardzo pobożny. W 1120 r. wyruszył na swoją pierwszą pielgrzymkę do Jerozolimy. Nawiązał tam bliskie kontakty z zakonem templariuszy. Po powrocie do Europy nadał im ziemie w swoim hrabstwie. W Królestwie Jerozolimskim utrzymywał również dwóch rycerzy. W 1127 r. ponownie wybrał się na Wschód. Podczas przygotowań do drogi powrotnej wysłannicy króla Baldwina II, William Bures i Hugues de Payns, zaproponowali mu rękę następczyni tronu Melisandy (pierwsza żona Fulka zmarła w 1126 r.). Baldwin chciał zabezpieczyć swoje dziedzictwo, wydając córkę za bogatego pana, który posiadał militarne doświadczenie. Te warunki spełniał Fulko.

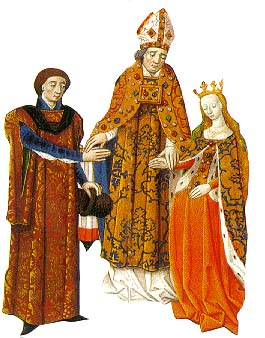
Małżeństwo Fulka i Melisandy

Hrabia miał jednak większe ambicje, niż bycie tylko małżonkiem królowej. Zażądał pozycji równej Melisandzie. Baldwin, mając na uwadze bogactwo i doświadczenie potencjalnego zięcia, wyraził na to zgodę. Fulko wrócił jeszcze do Europy, gdzie przekazał władzę na Andegawenią swojemu synowi Godfrydowi. Następnie powrócił na Wschód i 2 czerwca 1129 r. poślubił Melisandę.

## Król Jerozolimy
Baldwin II zmarł w 1131 r. pozostawiając Fulkowi i Melisandzie koronę Jerozolimy. Fulko od razu przejął ster rządów, odsuwając ambitną Melisandę od władzy. Faworyzował swoich krajanów, przybyszów z Andegawenii, co wywoływało zawiść miejscowych baronów. Nieprzychylnie patrzyli na Fulka inni władcy łacińskiego Wschodu – hrabia Trypolisu Pons i hrabia Edessy Joscelin II z Courtenay. Obawiali się oni, że wzorem swojego teścia, Fulko zechce roztoczyć nad nimi swoje zwierzchnictwo. Fulko dysponował jednak słabszym oparciem niż Baldwin i nie miał wystarczająco dużo sił, aby narzucić swój autorytet państwom północnym. Zaraz po objęciu rządów przez Fulka do Antiochii powróciła jego szwagierka, Alicja, wygnana z księstwa jeszcze przez Baldwina II. Fulko był w tym czasie regentem Antiochii w imieniu nieletniej dziedziczki, Konstancji. Alicja zawarła sojusz z Ponsem i Joscelinem, aby przeszkodzić Fulkowi w marszu na północ. W 1132 r. Fulko pokonał jednak Ponsa i zawarł z nim pokój, a Alicja została ponownie wygnana.
Tymczasem w Jerozolimie Fulko musiał stawić czoło ambicjom swojej żony i jej stronników, rekrutujących się z drugiego pokolenia osadników na Wschodzie. Prym w tym stronnictwie wiódł kuzyn Melisandy, Hugon II de Le Puiset, hrabia Jafy. Był on przez niektórych uważany za kochanka królowej. Fulko postanowił pozbyć się rywala. W 1134 r. pasierb Hugona, Walter I Grenier, pan Cezarei, oskarżył ojczyma przez Sądem Najwyższym o zdradę. Hugon zaprzeczył, a król zarządził pojedynek sądowy. Kiedy w oznaczonym dniu pozwany się nie stawił, uznano to za dowód winy. Hugon został skazany przez króla na wygnanie, ale pozostał w Jafie i sprzymierzył się z Egipcjanami z Askalonu. Fulko uderzył więc na Jaffę, ale nie mógł zdobyć miasta, mimo odstępstwa wasali Hugona. Wtedy zainterweniował patriarcha Wilhelm z Malines. Ostatecznie Hugon miał zostać wygnany z Królestwa na 3 lata.
Hugon pozostał w Jerozolimie oczekując na statek mający zabrać go z Królestwa. Wtedy doszło do zamachu na jego życie, podjętego przez bretońskiego rycerza. O jego potencjalnych mocodawcach niczego nie wiadomo, ale opinia publiczna Królestwa wskazywała na osobę Fulka. Skandal spowodował wzrost znaczenia partii królowej na dworze. Od tamtej pory, jak pisał kronikarz Wilhelm z Tyru, król nigdy nie podejmował żadnych decyzji, nawet w błahych sprawach, bez zgody Melisandy.
Przez kolejne lata swojego panowania Fulko musiał zmierzyć się z narastającą presją krajów muzułmańskich. Największe zagrożenie dla Outremer powodował atabeg Mosulu Zengi. W 1134 r. zaatakował on Antiochię, ale Fulko zdążył z odsieczą. Dwa lata później Fulko przestał być regentem Antiochii. Konstancja poślubiła wówczas Rajmunda z Poitiers, który przejął władzę nad Antiochią.

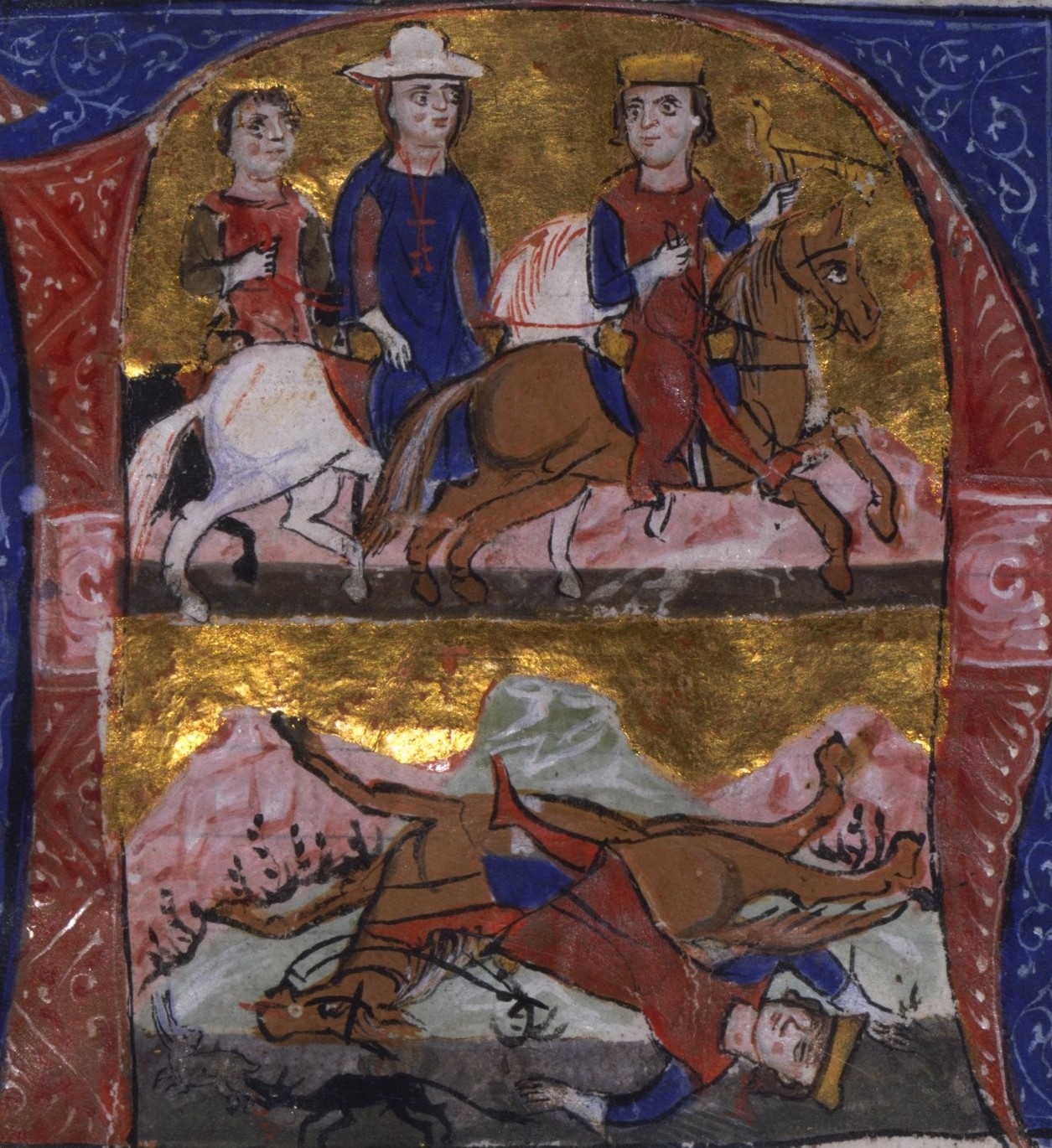
Śmierć Fulka

Wzrastające zagrożenie ze strony Zengiego spowodowało zbliżenie się Jerozolimy z Damaszkiem. W 1137 r. Fulko przegrał bitwę pod Barinem, ale udało mu się zawrzeć sojusz z regentem Burydów z Damaszku Unurem. W 1140 r. sprzymierzeni zdobyli zamek Banias, który Unur przekazał Fulkowi. Dzięki temu umocniono północną rubież Królestwa. Fulko dbał również o bezpieczeństwo południowej granicy. Aby zniechęcić Egipcjan do najazdów wybudował zamki Blanchengarde, Gibelin i Ibelin. Cześnik króla Paganus zbudował na jego rozkaz zamek Kerak na południe od Morza Martwego. Miał on ułatwić ekspansję Franków w kierunku Morza Czerwonego.
W latach 1137 i 1142 r. do Syrii przybył cesarz bizantyjski Jan II Komnen, który podporządkował sobie Antiochię. Jego wizyta została kompletnie zignorowana w Jerozolimie. Król Fulko odmówił zaproszenia cesarza na spotkanie w Jerozolimie.

## Śmierć
Jesień 1143 r. król, królowa i dwór spędzali w Akce. Pewnego dnia królowa zapragnęła udać się na przejażdżkę po okolicy. Podczas niej jeden z dworzan przez przypadek spłoszył zająca. Król od razu ruszył za nim w pogoń. Koń jednak się przewrócił, popręgi puściły i siodło uderzyło upadającego Fulka w głowę. Król został przewieziony do Akki, gdzie zmarł niedługo potem. Został pochowany w kościele Grobu Świętego. Był opłakiwany nawet przez Melisandę, która przejęła władzę w imieniu ich małoletniego syna Baldwina.
Według Wilhelma z Tyru Fulko był rudy, podobnie jak Dawid (...), sumienny i uważny, uprzejmy i miły (...), doświadczony wojownik pełen cierpliwości i wiedzy w sprawach militarnych. Jego główną wadą była niemożność zapamiętania twarzy i nazwisk. Niektórzy historycy zarzucali mu również zaniedbania w sprawie ochrony północnych rubieży swojego państwa.

## Rodzina
W 1110 roku poślubił Ermengardę (zm. 1126), córkę hrabiego Maine Eliasza I i Matyldy, córki Gerwazego, pana de Château-du-Loir. Fulko i Ermengarda mieli razem dwóch synów i dwie córki:
- Alicja (lub Izabela) (1107–1154), żona Wilhelma Adelina
- Sybilla (ok. 1112–1165), żona hrabiego Flandrii Wilhelma Clito i Thierry’ego Alzackiego, również hrabiego Flandrii
- Godfryd V Plantagenet (24 sierpnia 1113 – 7 września 1151), hrabia Andegawenii
- Eliasz II (1115 – 15 stycznia 1151), hrabia Maine

2 czerwca 1129 roku ożenił się po raz drugi z Melisandą (1105 – 11 września 1161), córką króla Jerozolimy Baldwina II i armeńskiej księżniczki Morfii, córki Gabriela z Meliteny. Fulko i Melisanda mieli razem dwóch synów:
- Baldwin III (1130 – 10 lutego 1162), król Jerozolimy
- Amalryk I (1136 – 11 lipca 1174), król Jerozolimy